# Російський хрест
Не плутати з Православним хрестом
Російський хрест - варіант християнського хреста з двома поперечними раменами, з яких вищий горизонтальний і довший, а нижній - діагональний.
На московському церковному соборі 1654 р. Патріарх Московський Никон висунув рішення про заміну восьмиконечного православного хреста (☦) на шестиконечний московський хрест, але цей крок у поєднанні з деякими іншими змінами призвів до розколу (розколу) Московської православної церкви. У ХІХ ст. російський хрест був використаний на кількох губернських гербах Російській імперії, зокрема на гербі Херсонської губернії. У РПЦ нахил нижньої поперечини Російського православного хреста розглядається як поперечина рівноваги, одна точка якої піднята як знак злочинця, що кається. Інший розп'ятий злодій, котрий хулив Ісуса Христа, позначений нижньою точкою поперечини, нахиленою донизу.

## Галерея

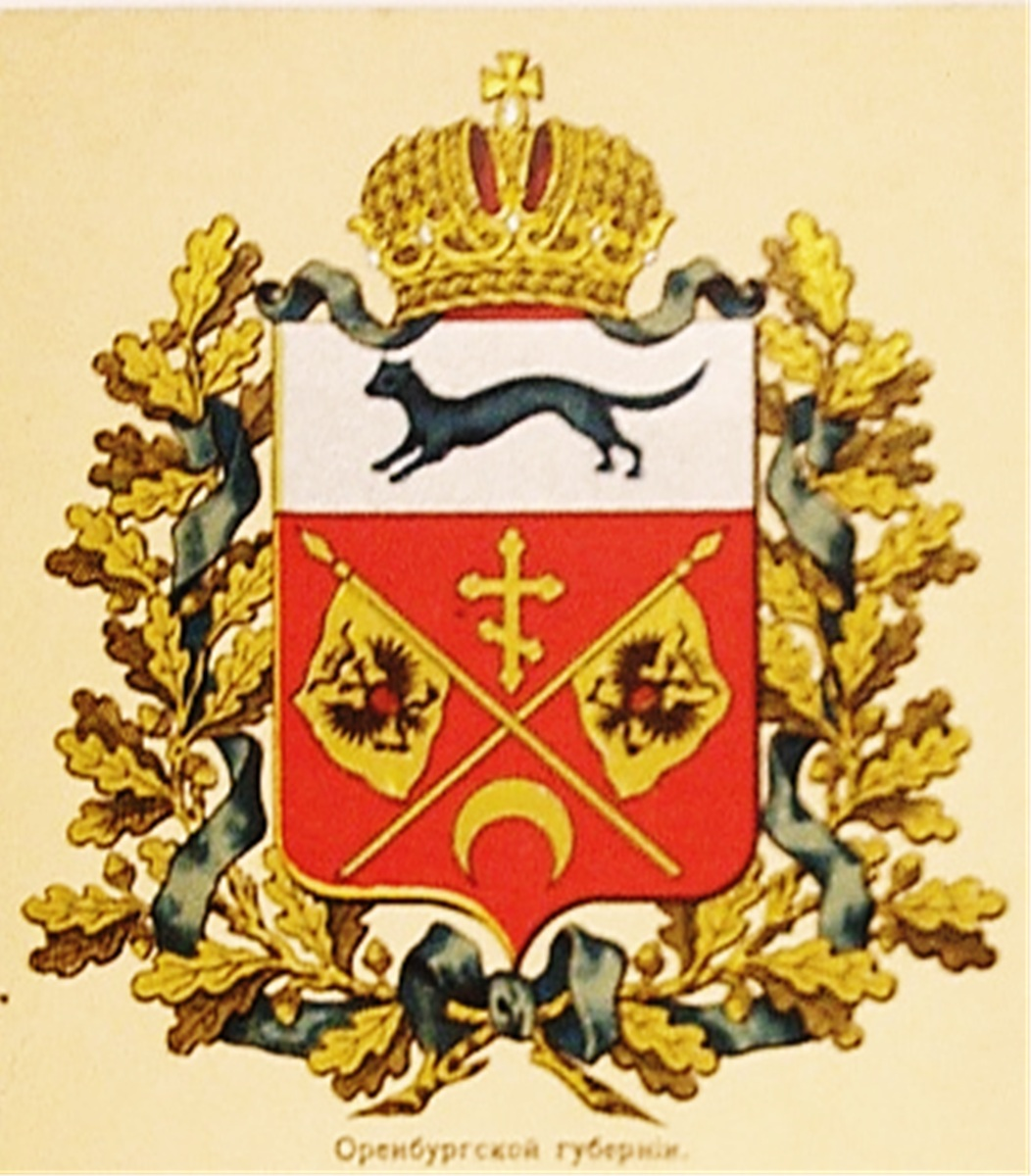
Герб Оренбурзької губернії (1856)
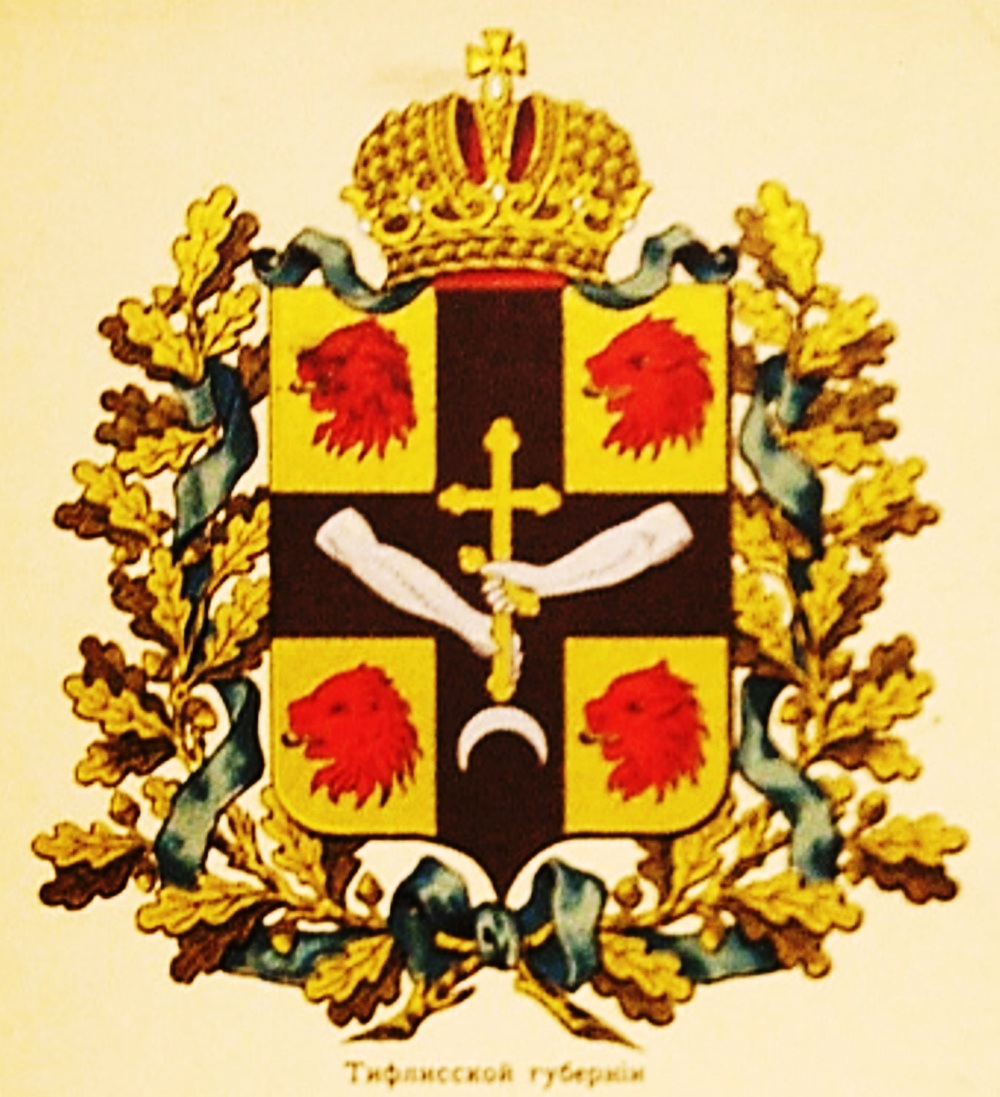
Герб Тифліської губернії (1878, Російська імперія)
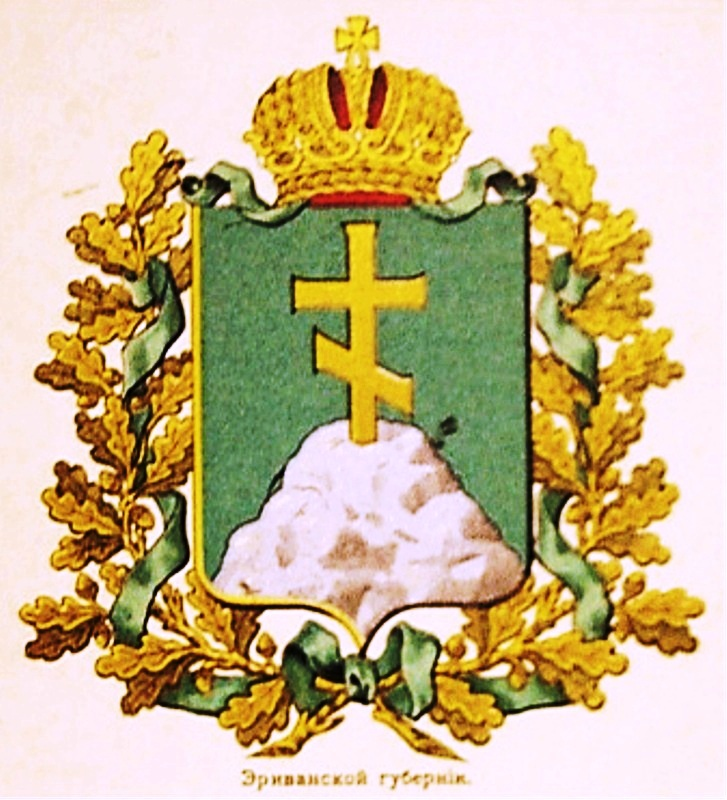
Герб Ериванської губернії (1878)
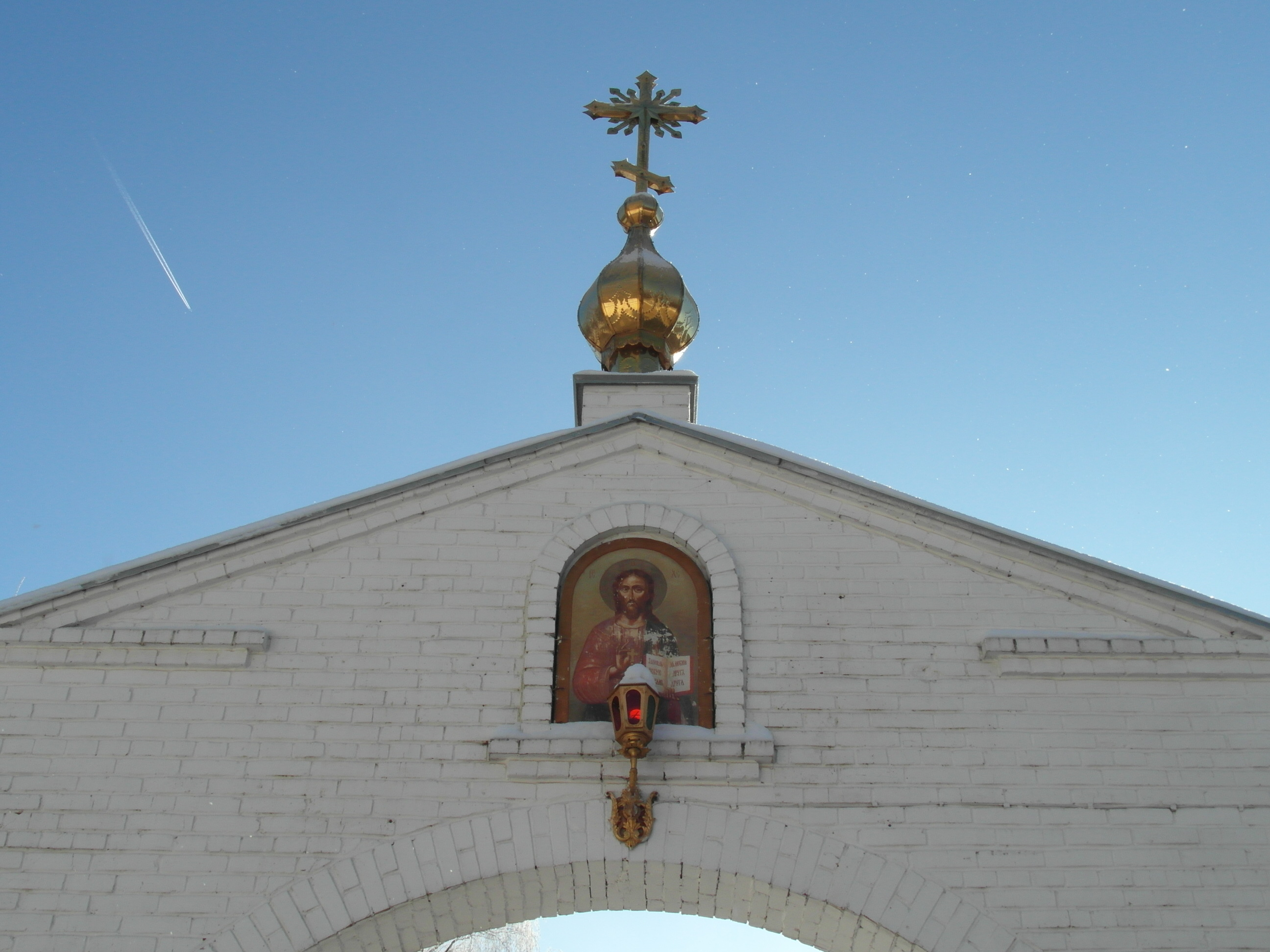
На вході в монастир, Новомосковськ, Росія (2014)
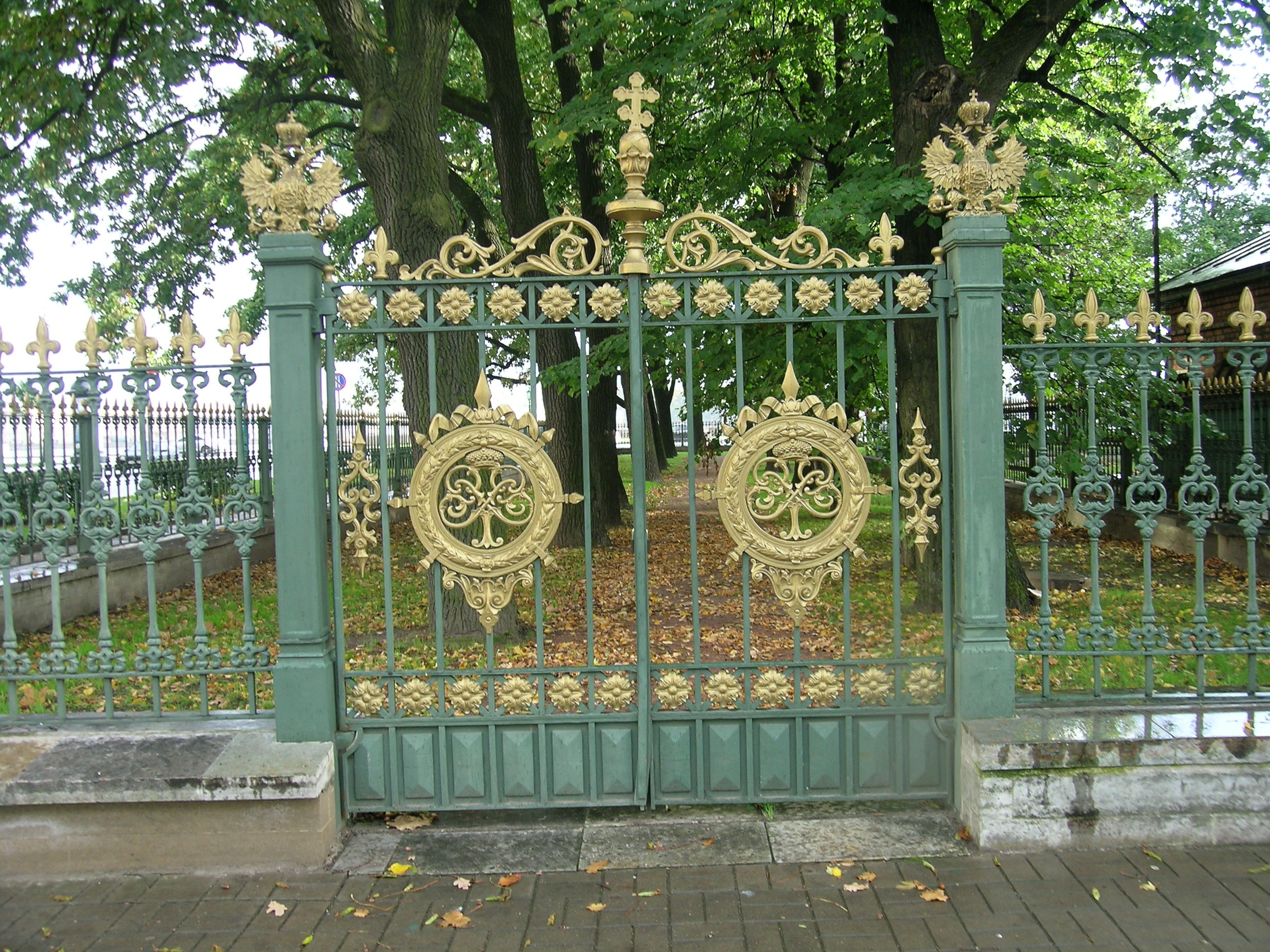
Санкт-Петербург (2010)
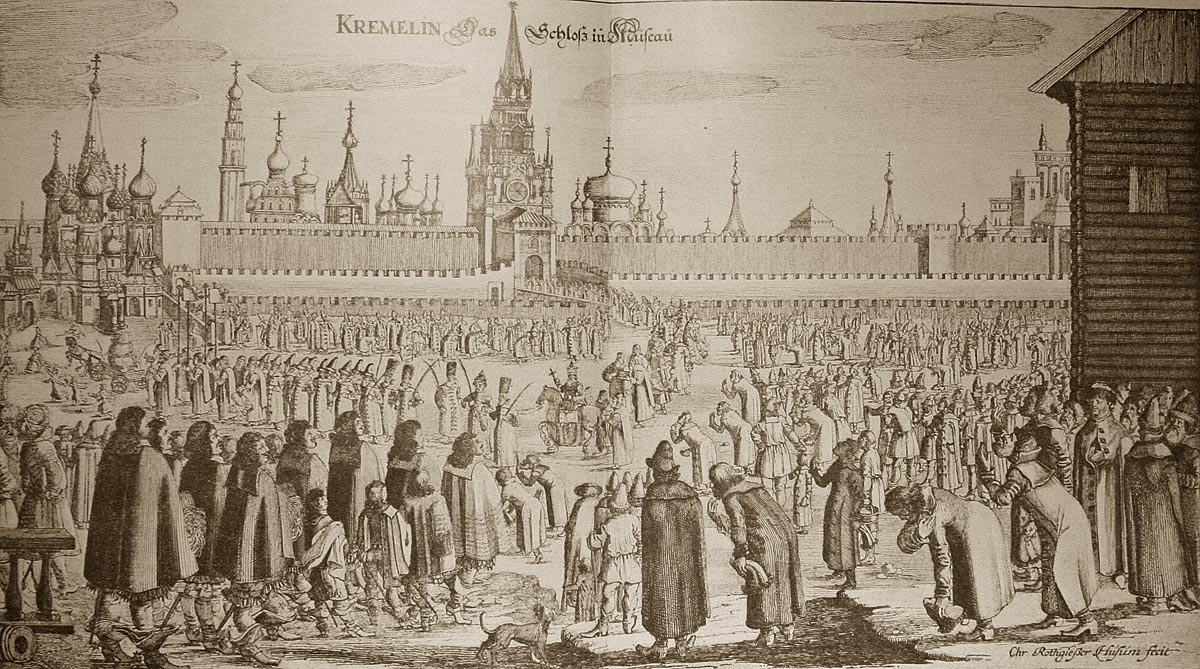
Московський Кремль XVII століття Адам Олеаріус
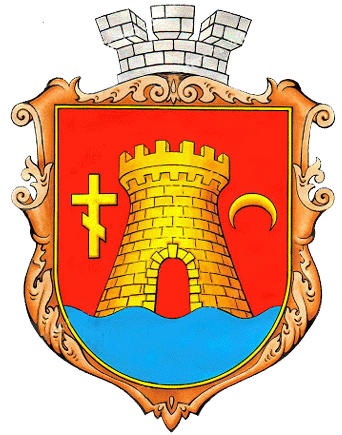
Герб Очакова